# New World Center
El New World Center es una sala de conciertos situada en el barrio de South Beach de Miami Beach (Florida, Estados Unidos), diseñada por Frank Gehry. Es la sede de la New World Symphony, tiene una capacidad de 756 asientos y fue inaugurada en enero de 2011.
Situada una cuadra al norte de Lincoln Road, el edificio cuenta con un nuevo parque público de 10 000 m² junto a él, diseñado por el estudio West 8 después de que Gehry renunciara al trabajo tras una reducción de su presupuesto. Este parque contiene una zona de 2000 m² llamada SoundScape (literalmente, «paisaje sonoro»), que permite a las personas que se encuentran en el exterior del edificio experimentar wallcasts («proyecciones en la pared») gratuitas en directo de algunos eventos de la temporada mediante el uso de tecnología visual y auditiva sobre un muro de proyección de 700 m². Estas proyecciones se planifican se manera que se produzcan al menos dos veces al mes. Un sistema de sonido que cuenta con 155 altavoces sintonizados individualmente realza la presentación del vídeo de alta definición. Durante las actuaciones, se muestran códigos QR para permitir que la audiencia exterior los escanee y obtenga más información sobre la obra en cuestión. Además de las proyecciones en directo de eventos en el interior, en el muro se proyectan obras de arte audiovisual, incluidas las creadas durante el evento Art Basel Miami Beach. Este muro de proyección es la superficie de proyección permanente más grande de América del Norte.
Más de mil personas vieron las proyecciones en la pared durante cada una de las actuaciones de la semana inaugural del centro. Transcurrido el primer año desde la inauguración del parque, el Miami Herald escribió que las proyecciones gratuitas de películas, arte audiovisual y conciertos habían «generado un sentido de comunidad muy necesario».

## Construcción

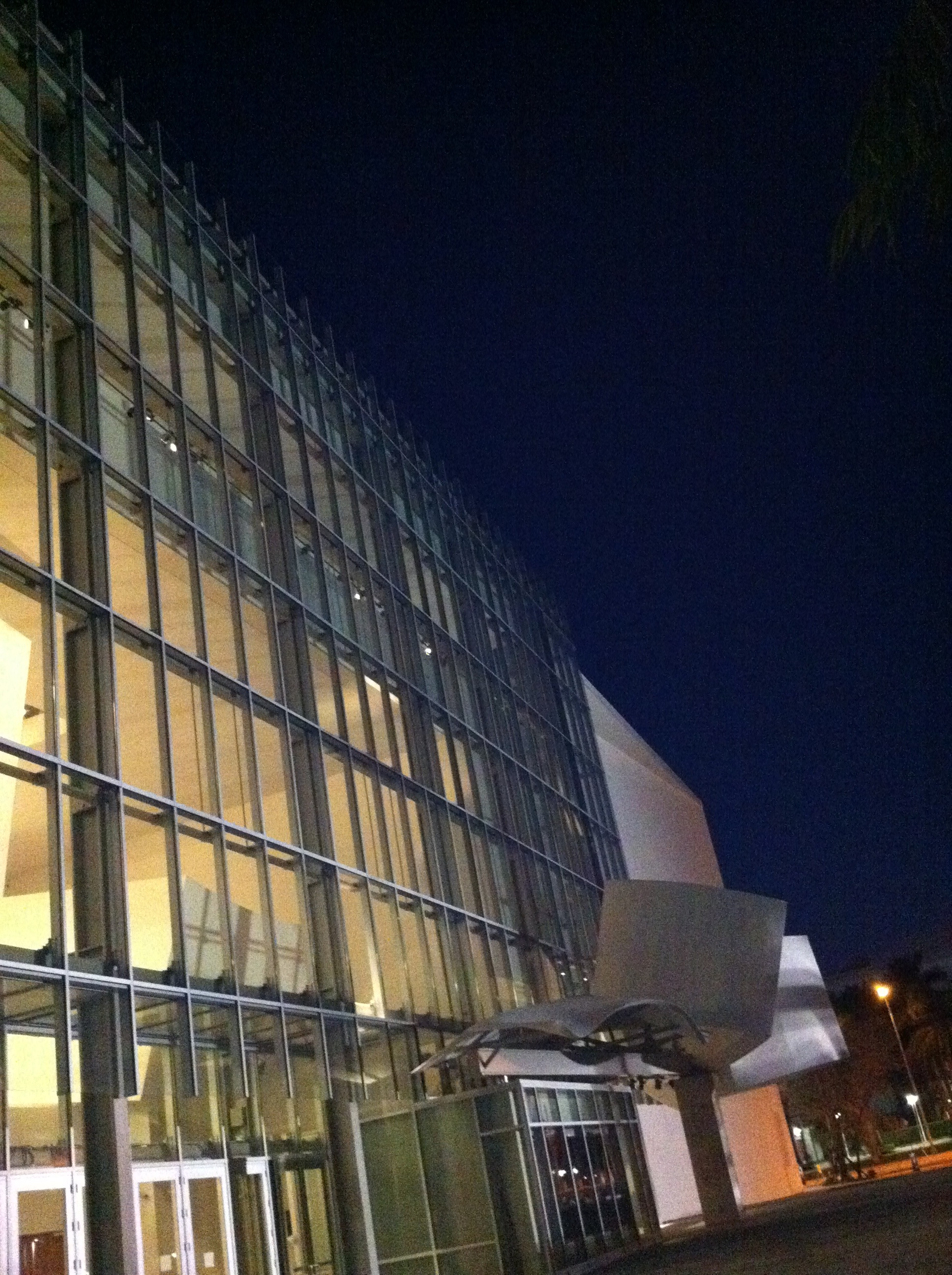
El exterior del centro por la noche.

El New World Center fue construido por la Facchina Construction Company y su equipo, liderado por Jesús Vázquez, John Monts, Jazer Challenger y Modesto Millo. La acústica del edificio fue diseñada por Yasuhisa Toyota. Gehry y Toyota habían trabajado juntos previamente en el Walt Disney Concert Hall de Los Ángeles. La disposición de los asientos, intencionadamente recogida, se caracteriza por su pronunciada inclinación, que permite que los espectadores estén cerca de los músicos (ningún asiento está a más de trece filas del escenario). Gehry dijo que «la audiencia está justo en la música». Las proyecciones sobre los paneles con forma de vela que cuelgan del techo permiten que las actuaciones estén acompañadas por presentaciones en vídeo. Por integridad acústica, así como para mantener un ambiente íntimo dentro del auditorio, en lugar de yeso acústico estándar se aplicaron acabados BASWA Phon a cada panel, que proporcionan unas cantidades muy específicas de absorción del sonido en bandas hertzianas de alta frecuencia. El centro también contiene instalaciones de capacitación para la sinfonía.
El director artístico de la New World Symphony, Michael Tilson Thomas, fue decisivo para potenciar los aspectos de divulgación pública y tecnología digital del centro. Gehry y Tilson Thomas comparten una larga amistad, y Gehry hizo en ocasiones de niñero de Tilson Thomas cuando ambos crecían en la zona de Los Ángeles. Uno de los objetivos principales del proyecto era proporcionar un lugar de experimentación y un soporte arquitectónico que hiciera la música clásica más accesible y atractiva para las generaciones más jóvenes. Después de su primera media temporada en el nuevo edificio, un trabajador de la sinfonía declaró: «La venta de entradas ha sido fenomenal».
A diferencia de algunas de las obras más conocidas de Gehry, incluido el Walt Disney Concert Hall, el exterior del New World Center, de vidrio y yeso blanco, está dominado por formas rectangulares y una cierta modestia. La aclamación por sus obras anteriores había sido lo suficientemente grande para ahuyentar a los potenciales clientes, y el propio Gehry dijo: «Cuando hace siete años abrió el Walt Disney Concert Hall, nunca me pidieron hacer otra sala de conciertos». El diseño del New World Center pretendía mantener la uniformidad con la arquitectura de Miami Beach, donde predomina el yeso y el vidrio, y el habitual uso de los metales de Gehry habría parecido fuera de lugar. Sin embargo, una vez dentro del atrio, que está iluminado por el cielo durante el día, el habitual ensamblaje de formas curvas del arquitecto domina los espacios, particularmente en un desordenado montón de más de treinta salas de ensayo, oficinas, estudios de grabación y similares. Tilson Thomas describió el proceso de diseño de esta manera: «Gradualmente empezó a convertirse en uno de los edificios de Frank volteados del revés, que es esencialmente lo que es, y resultó que iba a ser básicamente como Miami».

## Recepción

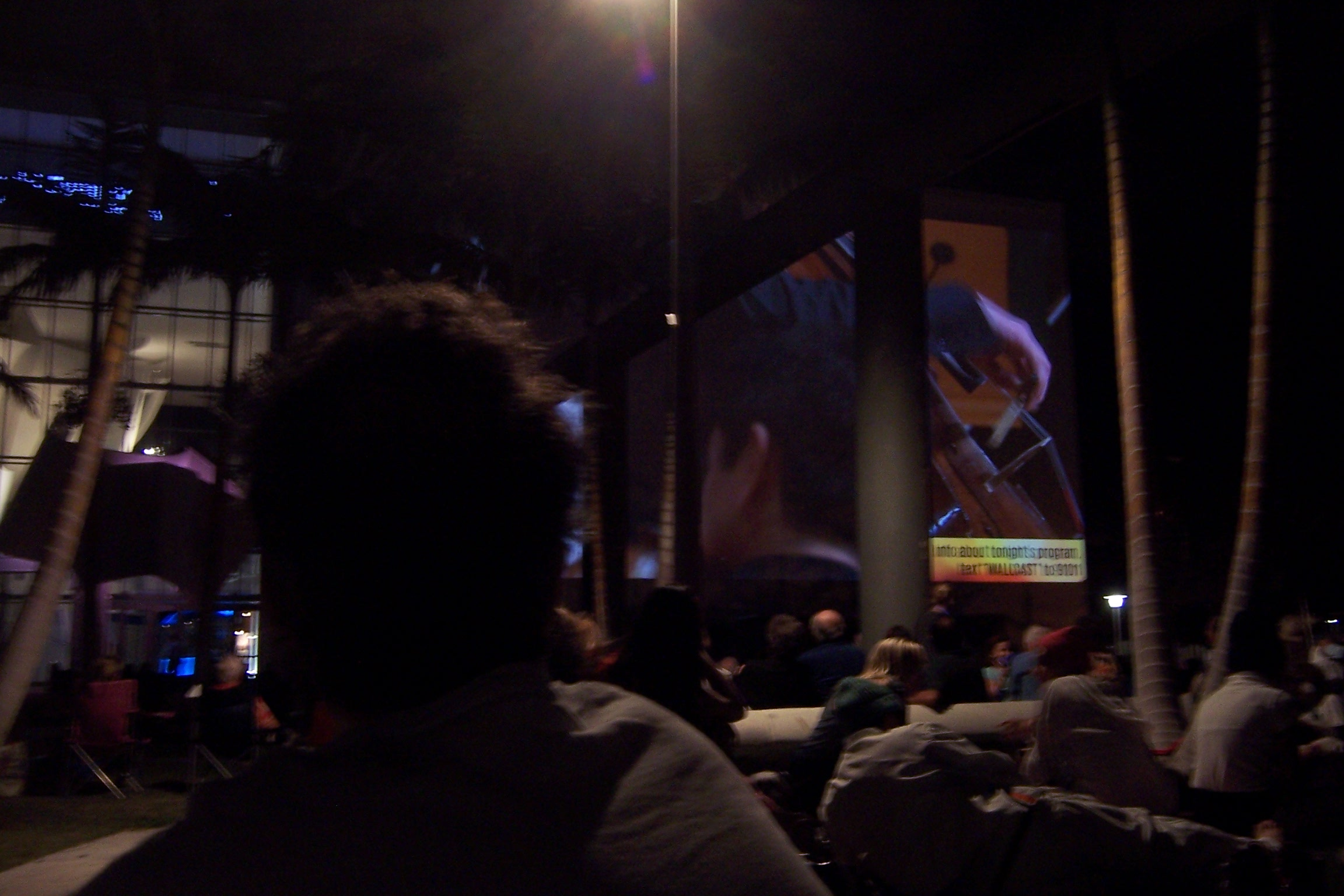
Personas viendo una actuación en directo proyectada en el exterior del edificio.

Las críticas del New World Center han sido favorables. Christopher Hawthorne, del Los Angeles Times, escribió: «Es una obra de arquitectura que te desafía a subestimarla o pasarla por alto a primera vista». Nicolai Ouroussoff, crítico de arquitectura de The New York Times, afirmó que Tilson Thomas y Gehry habían «creado un edificio [...] que rebosa de ideas populistas, a veces hasta el punto de distraer [y] refleja la creencia del Sr. Gehry de que la música, al igual que otras actividades creativas, debería de ser algo más que una cuestión estética. Al ser una experiencia compartida que nos alcanza a cada uno de nosotros en nuestro núcleo emocional, nos ayuda a unirnos en una comunidad civilizada.»
La inauguración del centro fue elogiada por Cathleen McGuigan, escritora de arquitectura de The Daily Beast, quien dijo que «Miami Beach alberga [ahora] arquitectura de talla mundial y el sólido sentido de permanencia que aportan estos edificios». Victoria Newhouse, del Architectural Record, escribió: «El atrio proporciona una acogedora apertura al exterior, reforzada por las proyecciones en la pared, y el auditorio combina la intimidad con una destacable flexibilidad física y acústica. La magia generada por la colaboración entre Gehry y Thomas quizás cumpla su esperanza de revertir el reducido interés de los más jóvenes por la música clásica.» El rol de Gehry también confirmó que el fenómeno de los «arquitectos estrella» había alcanzado la zona de Miami, tras la apertura del 1111 Lincoln Road de Herzog & de Meuron el año anterior y con el nuevo Pérez Art Museum Miami, también de ese estudio, en construcción al mismo tiempo.
La construcción del edificio, de 9350 m², costó unos 160 millones de dólares. De estos, 15 millones fueron aportados por el Ayuntamiento de Miami Beach, 25 millones por el condado de Miami-Dade, y el resto procedió de donaciones privadas y de la venta de la anterior sede de la New World Symphony, el Lincoln Theater. La construcción del nuevo edificio empezó en enero de 2008, en el emplazamiento de dos antiguos estacionamientos. También se construyó un nuevo estacionamiento como parte del proyecto.